# Otěšice
Otěšice (auparavant : tchèque : Vojtěšice ; en allemand : Adalbertsdorf) est une commune du district de Plzeň-Sud, dans la région de Plzeň, en République tchèque. Sa population s'élevait à 150 habitants en 2022.

## Géographie
Otěšice se trouve à 10 km à l'ouest-sud-ouest de Přeštice, à 26 km au sud-sud-est de Plzeň et à 107 km à l'ouest-sud-ouest de Prague.
La commune est limitée par Merklín et Soběkury au nord, par Roupov à l'est et au sud-est, par Bolkov et Biřkov au sud et par Ptenín à l'ouest.

## Histoire
La première mention écrite de la localité date de 1227.

## Galerie

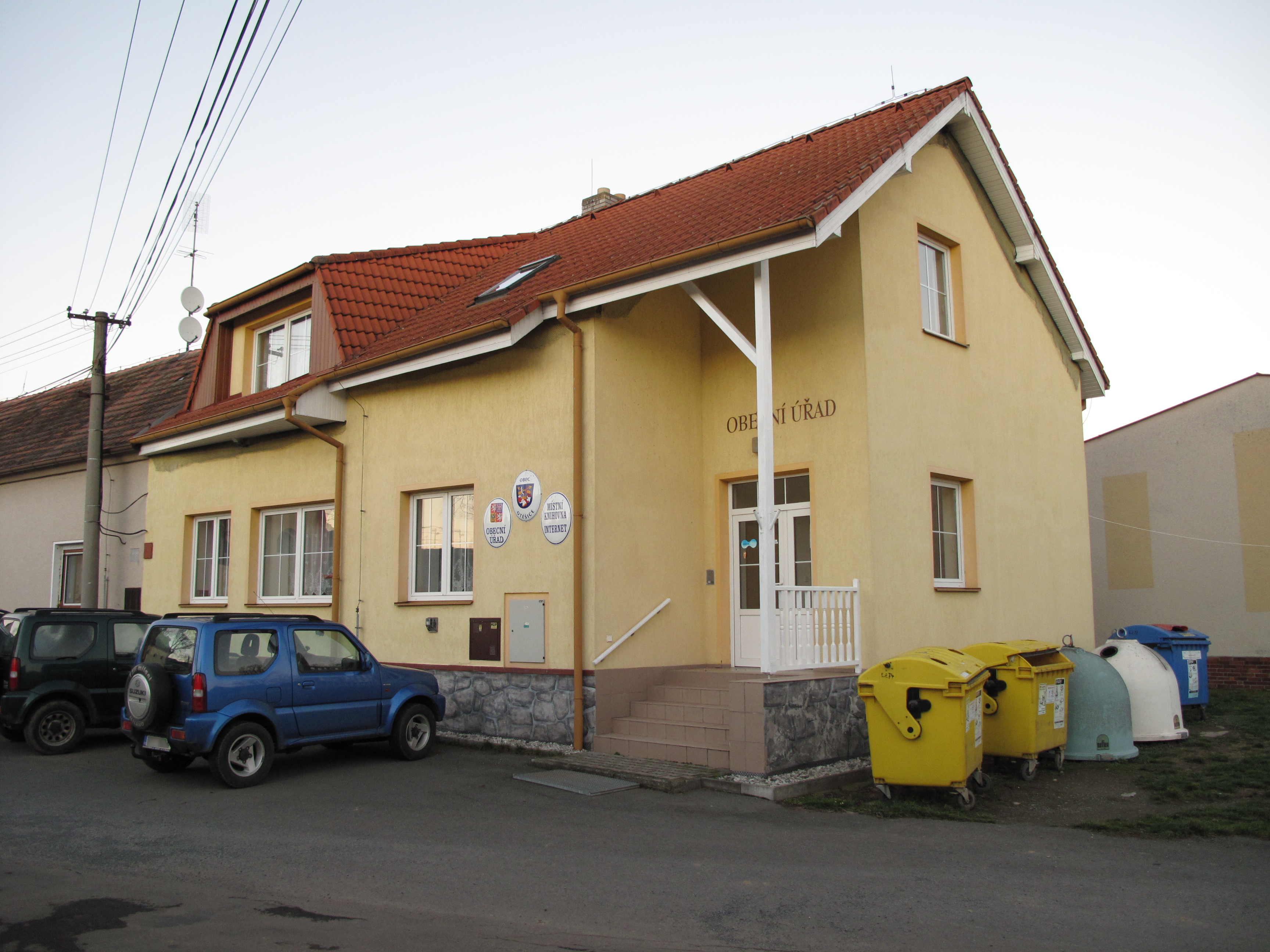
Otěšice : la mairie.
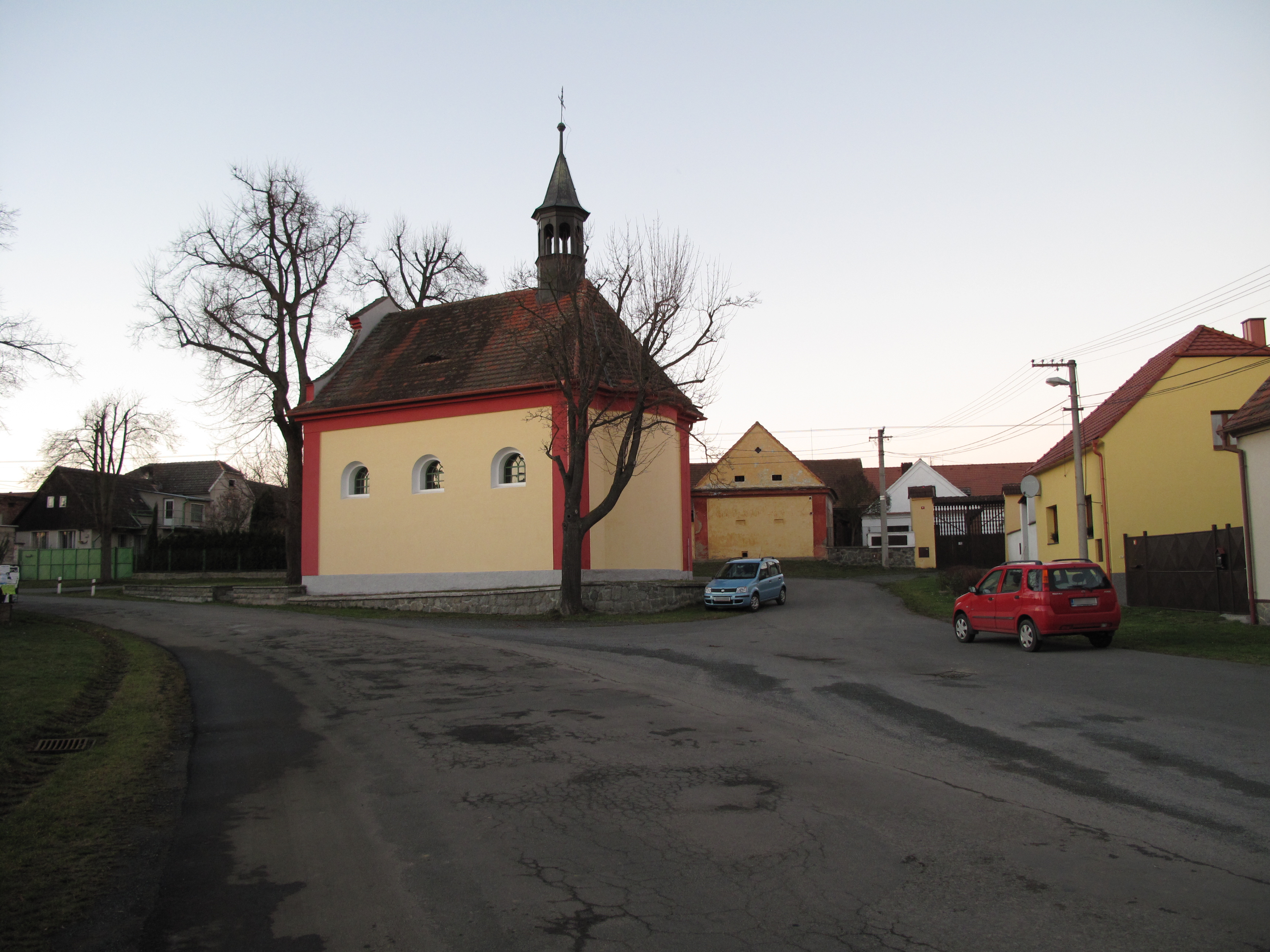
Chapelle à Otěšice.

## Transports
Par la route, Otěšice se trouve à 10 km de Přeštice, à 31 km de Plzeň et à 120 km de Prague. 